# 항라
항라(亢羅)는 명주, 모시, 무명실 등으로 짠 직물의 하나이다. 구멍이 송송 뚫어져 있어 여름 옷감으로 적당하다. 생사로 촘촘하게 짠 것을 당항라, 일정한 배열 규칙에 따라 무늬를 짠 것을 문항라라고 한다.

## 같이 보기
- 저항라 적삼 - 대한민국 등록문화재 제614호